# Polycentropus iculus
Polycentropus iculus är en nattsländeart som beskrevs av Ross 1941. Polycentropus iculus ingår i släktet Polycentropus och familjen fångstnätnattsländor. Inga underarter finns listade i Catalogue of Life.